# Pouvoir éclairant
Pour les articles homonymes, voir Pouvoir.
Le pouvoir éclairant est un terme ancien pour qualifier la capacité d'un combustible ou d'un appareil d'éclairage à produire de la lumière, soit l'énergie qu'il est capable de délivrer sous forme de lumière. Il est utilisé bien avant que la photométrie n'acquière ses lettres de noblesse, avec les découvertes de Étienne Louis Malus, Augustin Fresnel, ou François Arago. 

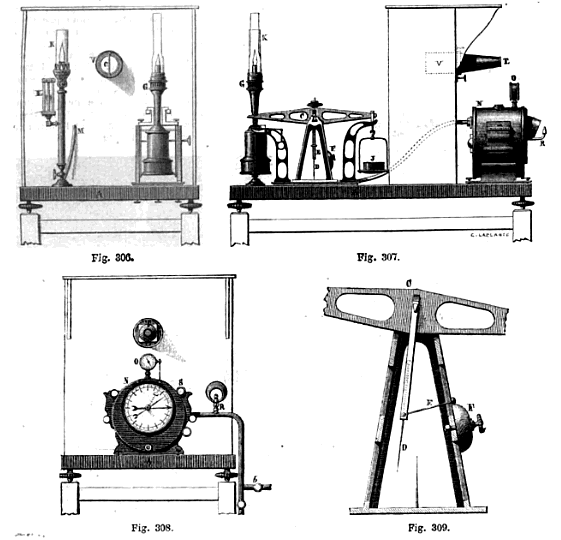
Appareils photométriques de MM. Dumas et Regnault pour la vérification du pouvoir éclairant du gaz

Les premières rationalisations en vue de la quantification du pouvoir éclairant apparaissent avec l'invention du gaz d'éclairage en 1785 et ses développements à partir de 1816 à Paris, pour lequel il fallut faire des choix importants en ce qui concerne la source d'approvisionnement des gaz, et le choix des luminaires :
« À toutes les époques, on a pourtant senti le besoin de comparer entre elles les intensités de deux lumières et de déterminer avec rigueur le rapport de leur pouvoir éclairant. Cette nécessité a surtout été comprise depuis que sont agitées ces nombreuses questions qui se rapportent au meilleur mode d'éclairage, au meilleur combustible à employer pour la production de la lumière, questions qui, dans notre siècle de progrès industriels, ont déjà occupé tant d'esprits.
Le problème, du reste, est toujours le même : arriver, avec le plus d'économie possible, à produire une lumière possédant un pouvoir éclairant déterminé et jouissant d'ailleurs des qualités qu'on exige de tout système d'éclairage : absence d'odeur, immobilité du foyer lumineux, disposition et emploi facile des appareils. Sans remonter bien loin dans le passé, on est surpris de voir le nombre de solutions tentées dans l'espace de quelques années pour décider la question du meilleur combustible en matière d'éclairage. »
« À Paris, en 1855, un traité fixa le prix du gaz, et régla d'une manière plus précise les qualités que devait présenter le gaz, eu égard au pouvoir éclairant et à l'épuration. »
Les efforts visant à quantifier le pouvoir éclairant aboutissent à la notion d'intensité lumineuse qui s'exprime dans un premier temps en carcels ou en quinquets, qui étaient les luminaires les plus aboutis à l'époque où arrivent les becs de gaz. Parfois même, on substitue la lampe à l'unité de mesure :
« Les expériences que M. Fresnel vient de faire sur l'application du gaz d'huile à l'éclairage des phares, et dont nous rendrons compte, donnent l'espoir bien fondé de porter la lumière de ces phares à feu fixe du premier ordre, jusqu'à une intensité de 400 lampes de Carcel, ou 500 becs de quinquet, en plaçant au centre de l'appareil un bec à gaz composé de cinq couronnes concentriques et qui ne consomme guère plus d'une livre et demie d'huile par heure. »
Le Carcel fut ensuite remplacé par la bougie, l’ancêtre du candela.

## Photomètre Thompson
Le physicien américain Benjamin Thompson, comte de Rumford (1753-1814), construit un photomètre qui porte son nom et introduit la « bougie standard », prédécesseur de la candela, comme une unité d'intensité lumineuse. La détermination de sa « bougie standard » a été faite à partir d'huile de cachalot, selon des spécifications rigoureuses.

## Photomètre à compartiments

Principe du photomètre à compartiments : on éloigne la source la plus lumineuse pour obtenir le même niveau de gris sur la fenêtre translucide.

En 1854, Léon Foucault développa un photomètre à compartiments afin de comparer le pouvoir éclairant de deux gaz d'éclairage utilisés à Paris.  Ce photomètre est une simple boîte ouverte du côté des sources lumineuses à comparer, d'un verre translucide de l'autre côté et d'une séparation longitudinale opaque qui empêche la lumière d'une source d'atteindre le verre translucide du côté opposé et vice versa.  Une partie du verre translucide est donc éclairée par une source, l'autre partie, par l'autre source.  En faisant varier la distance d'une des deux sources, on s'arrange pour que les deux parties translucides aient le même niveau de gris.  Comme l'intensité lumineuse varie comme le carré de la distance, on peut en déduire le rapport de luminosité.  Par exemple, si la source 'A' est deux fois plus éloignée que la source 'B' lorsque les niveaux de gris sont identiques, on peut en déduire que 'A' est quatre fois plus lumineux que 'B'.  Si on utilise un étalon d'un côté, on peut déterminer la luminosité de manière absolue.